# 心形符號
心形符號（♥）是愛的象徵，一般認為這個符號源自心臟。

## 历史

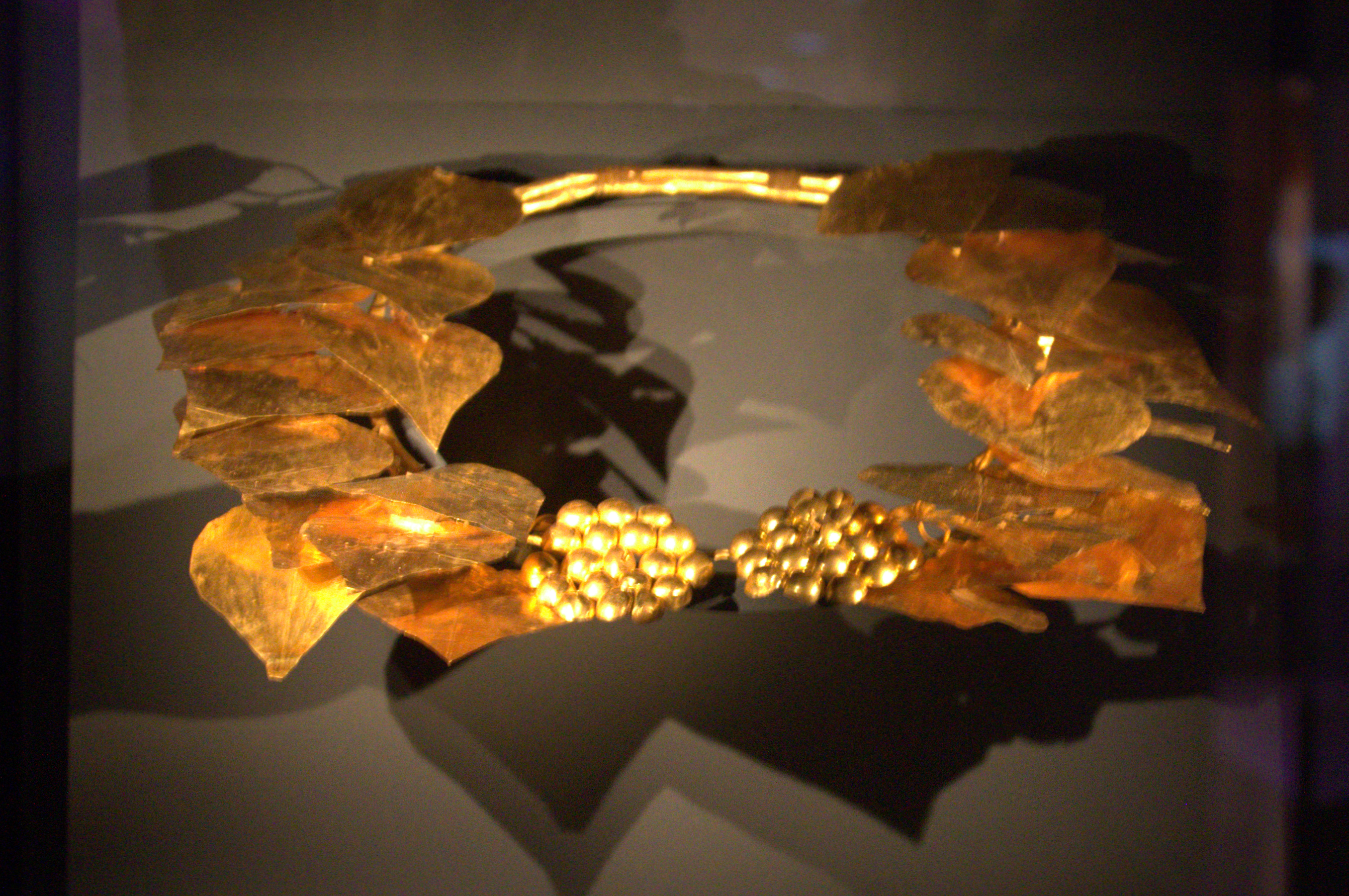
金子打造的带有心形葡萄叶子的花环，象征酒神狄俄尼索斯

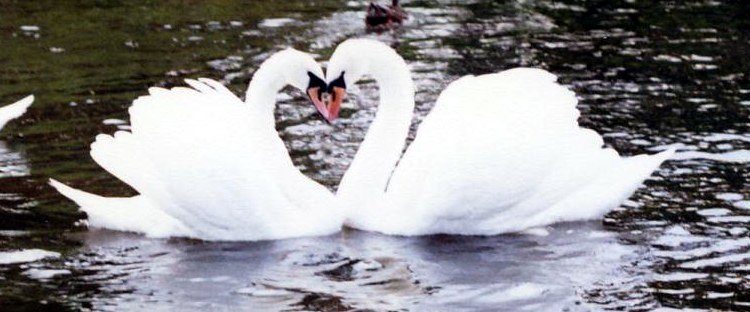
由天鹅组成的爱心，很多人视这为两人相爱的象征

早在古希腊时期，就使用心形来表示一些植物的叶子。公元前4世纪伊特鲁里亚文明用心形的常春藤叶子象征生育、忠诚和重生。佛教用心形符號表示遮羞布，具有启蒙的含义。2世纪时，这个符号在昔兰尼象征用于避孕的串叶松香草。
虽然在现代，心形符號被普遍認為是源自心臟，但何时开始用这个符号表示心脏却并不清楚。一种说法是认为出自古希腊医生盖伦的著作中对于人类心脏的描绘。盖伦通过对角斗士的解剖研究人体，他把心脏画成了像松果或是倒置的叶子的样子。而之后一直到中世纪，由于宗教上禁止解剖，盖伦对心脏的描绘也就一直作为权威被普遍接受。

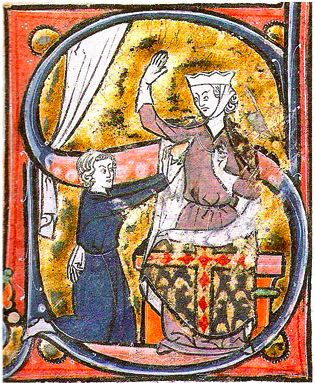
已知最早使用心形符号代表心脏的作品：法国爱情故事《浪漫的梨》

13世纪之后，心形图案逐渐出现在艺术作品中。已知最早表示心脏的使用，是在1250年的一个法国爱情故事《浪漫的梨》（Roman de la poire）中。文艺复兴后，解剖学有了相当大的进步。之前描述的倒置的心也变正，成为了现在见到的心形符号。而随着扑克牌的流行，代表红桃的心形符号也开始更为流行。

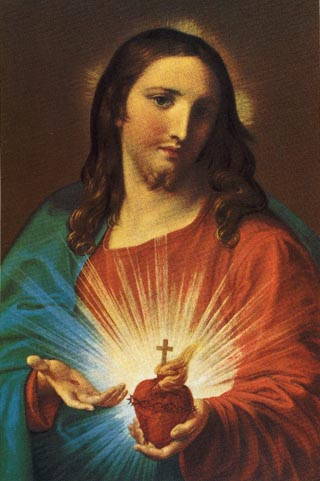
耶稣圣心画像

在1673年12月27日，修女玛加利大声称遇到了耶稣，耶稣告诉她“她在他心头安息”，这个故事最终塑造了圣心的典故，宣告了耶稣的心代表了他对人类的神圣之爱。

I ♥ NY标志中的心形符号

到了19世纪，心形符号已经完全作为了心脏的符号，同时也象征着爱情。1977年，纽约市宣传的“I ♥ NY”活动，是第一次把心形符号作为动词“爱”去使用。此后，“I ♥ [X]”成为了一种表达感情的文字方式。

## 形狀
心形符號是由兩個半圓形突出部分拼在一起而成，上凹下尖。通常心形符號會以紅色作為表示。

## Unicode
用來表示愛心的的一種常見方法是<3。除此之外，Unicode也收錄了許多的心形符號：
| 符號 | 說明                        | HTML代碼                        | Alt碼   |
| ---- | --------------------------- | ------------------------------- | ------- |
| ♡    | U+2661 红桃花色             | &#x2661; or &#9825;             |         |
| ♥    | U+2665 黑桃花色             | &#x2665; or &#9829; or &hearts; | Alt + 3 |
| ❤    | U+2764 粗实心心形           | &#x2764;                        |         |
| ❥    | U+2765 旋转粗实心心形加重号 | &#x2765;                        |         |
| ❣    | U+2763 粗心形叹号装饰       | &#x2763;                        |         |

另外，在雜項符號和象形文字中也包含著以下的繪文字：
| 符號 | 說明                   | HTML代碼  |
| ---- | ---------------------- | --------- |
| 🎔    | U+1F394 尖端向左的心形 | &#x1f394; |
| 💑   | U+1F491 情侶與愛心     | &#x1f491; |
| 💓   | U+1F493 跳動的愛心     | &#x1f493; |
| 💔   | U+1F494 破碎的愛心     | &#x1f494; |
| 💕   | U+1F495 兩個愛心       | &#x1f495; |
| 💖   | U+1F496 閃亮的愛心     | &#x1f496; |
| 💗   | U+1F497 增大的愛心     | &#x1f497; |
| 💘   | U+1F498 帶著箭的心形   | &#x1f498; |
| 💙   | U+1F499 藍色心形       | &#x1f499; |
| 💚   | U+1F49A 綠色心形       | &#x1f49a; |
| 💛   | U+1F49B 黃色心形       | &#x1f49b; |
| 💜   | U+1F49C 紫色心形       | &#x1f49c; |
| 💝   | U+1F49D 帶著緞帶的心形 | &#x1f49d; |
| 💞   | U+1F49E 互相旋轉的心形 | &#x1f49e; |
| 💟   | U+1F49F 心形裝飾       | &#x1f49f; |

## 用途

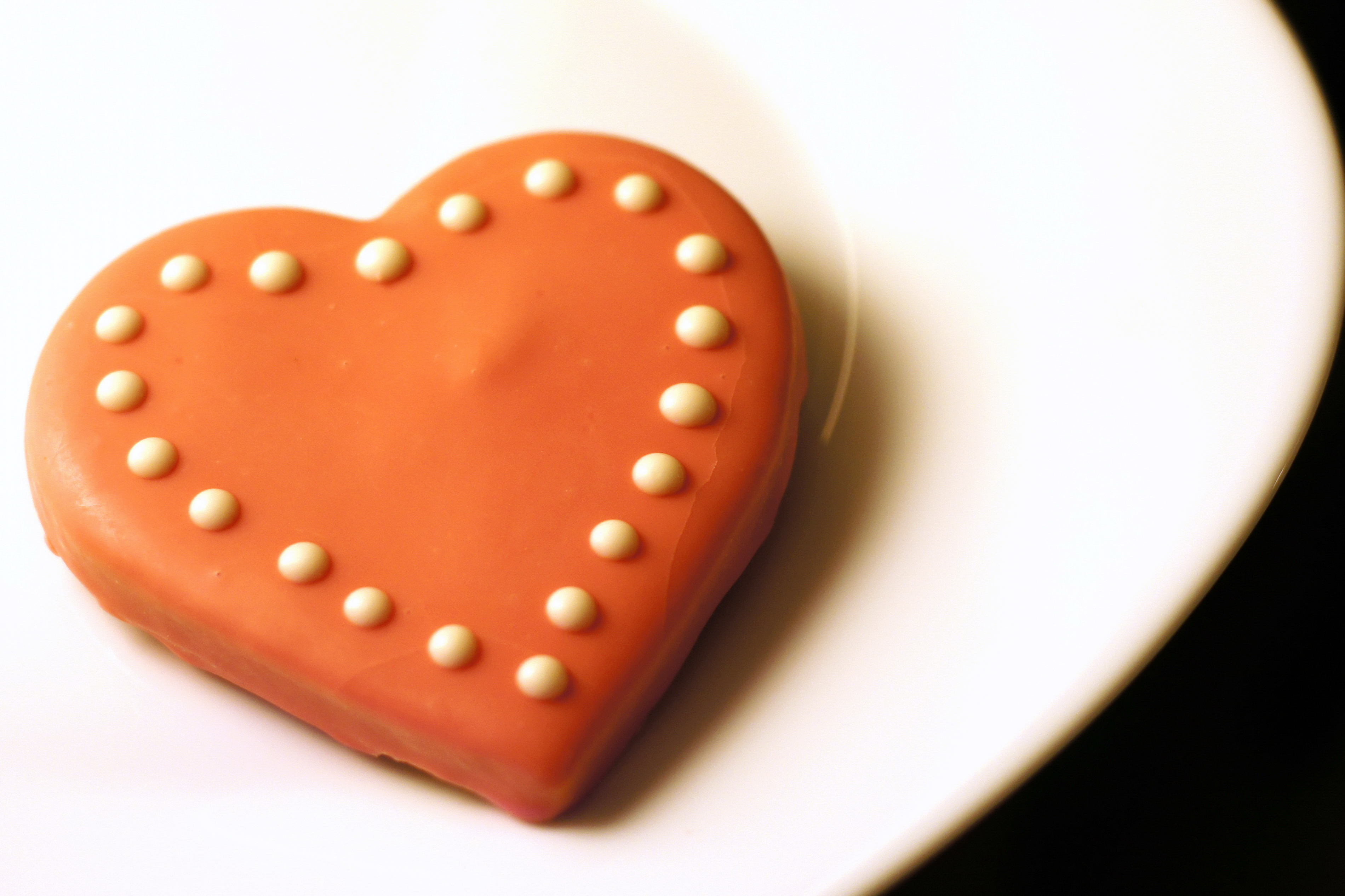
西洋情人節常以心形巧克力餅乾向情人傳達甜蜜愛意

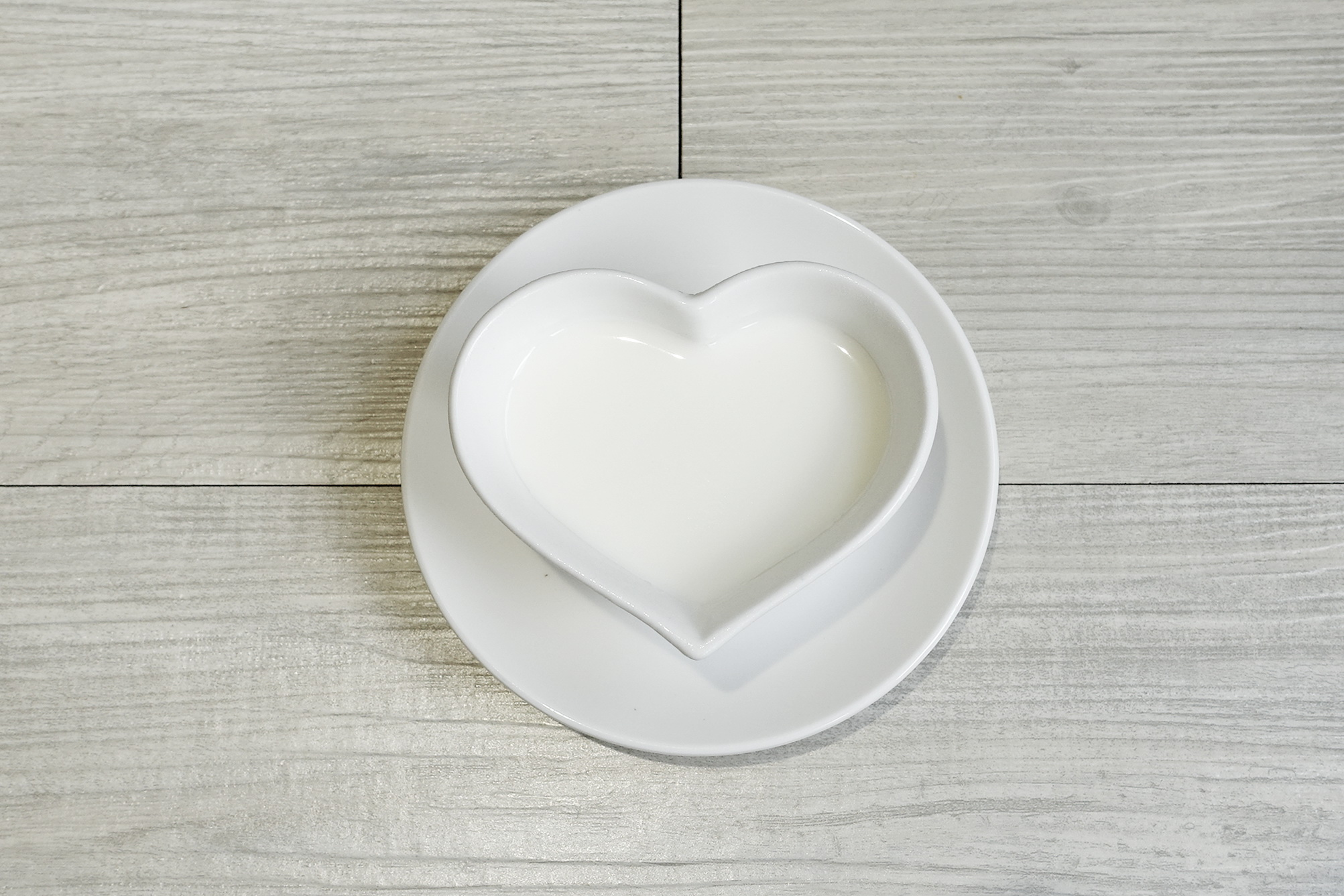
白色心形瓷碗

心形符號被做為「愛」的代称，例如「我♥你」代表「我愛你」。
紅色的心形符號（紅心）也是撲克牌的花色之一。